# Луп I (граф Бигорра)
Луп I Дона́т (фр. Loup Donat) (умер около 910) — граф Бигорра (около 870—около 910) из Бигоррской династии.

## Биография
О графах Бигорра между Донатом Лупом и Рамоном I Датом почти ничего не известно. Первый из них умер между 838 и 865 годами, второй жил в 930-х годах. Преемственность и родственные связи местных правителей восстанавливаются только по немногочисленным хартиям, в которых они упоминаются. Историки считают, что наследование графского титула Бигорра в IX—первой половине X веков происходило среди представителей местной династии, основателем которой был Донат Луп.
Впервые Луп I упоминается в дарственной хартии своей матери Факуило (Факуилены), данной ей в декабре 865 года монастырю Сен-Оренс-де-Лаведан в память о её скончавшемся супруге, графе Донате Лупе. Среди подписавших этот документ лиц упоминаются сыновья Доната: Дато Донат и Луп, а также их возможный родственник виконт Беарна Луп Сантюль. О жизни Лупа I почти ничего не известно. Историки предполагают, что он унаследовал графство Бигорр после смерти своего бездетного брата Дато I Доната и правил примерно до 910 года, когда его преемником в Бигорре стал его старший сын, граф Дато II Луп. Из событий в Бигорре, возможно произошедших в правление Лупа I Доната, наиболее важным считается получение в 879 году епископами Гасконского герцогства (Сартоном Тарбским, Айрардом Ошским, Инвалдатом Комменжским и Арно Козеранским) буллы папы римского Иоанна VIII, в которой тот из-за бедственного состояния гасконских епархий позволял местным светским владетелям самим собирать с населения десятину и самим решать, на какие из церковных нужд направлять полученные средства. В булле Иоанна VIII также содержится призыв к гасконским епископам активнее бороться с браками между близкими родственниками, распространёнными в IX веке в этих краях.
О семье графа Лупа I Доната в современных ему документах ничего не сообщается. В позднейших генеалогиях его женой называется неизвестная по имени дочь графа Тулузы Раймунда I. Детьми от этого брака были:
- Дато II — граф Бигорра (около 910—около 930); вероятно, от брака с Лупой, внебрачной дочерью короля Наварры Санчо I Гарсеса, он имел сына Рамона I Дата, наследовавшего ему в графстве Бигорр
- Мансио I (умер около 940 года) — виконт Лаведана[кат.], родоначальник местной династии. Его родственные связи с графом Лупом Донатом устанавливаются только на основе косвенных фактов.
- Рамон (Раймунд) I (умер в 920 году) — первый суверенный граф Пальярса и Рибагорсы (872—920) (под именем Рамон I), основатель Пальярсской династии
- Дадильдис[исп.] — вторая жена короля Памплоны (Наварры) Гарсии II Хименеса.